# A Decree of Destiny
A Decree of Destiny és un curtmetratge mut de la Biograph dirigit per D. W. Griffith i protagonitzat per Mary Pickford. Es va estrenar el 6 de març de 1911. Va ser la darrera pel·lícula que rodà l'actriu abans de deixar la Biograph per la IMP on actuava el seu marit. Probablement es tracta d'una pel·lícula perduda.

## Argument
Kenneth Marsden, és un jove artista que viatja cap a Nova Orleans perquè els metges li han dit que el clima allà l'ajudarà a millorar la seva salut. Allà es acollit per un antiga amiga de la seva mare que té dues nebodes, Mary i Edith. Tot i que elles, criades en un convent, al principi veuen amb horror que un noi visqui a casa seva, de seguida aconsegueix guanyar-se-les. Ell també queda impressionat amb les dues noies tot i que sembla tenir més inclinació per Mary. Un dia, per culpa d'una tempesta, agafa una pneumònia i la seva vida sembla perillar. Mary, ansiosa, promet a la Verge fer-se monja si el noi es recupera i en aquell moment la condició del noi fa un tomb i el metge assegura que es recuperarà. Pocs dies després, ja convalescent, Kenneth s'adona, per la sol·licitud de Mary, que ella n'està enamorada i quan se li declara ella recorda la seva promesa i es conté. Edith és testimoni de l'escena i marxa a la seva habitació on la seva germana la troba plorant. En saber-ne la causa, a través d'un subterfugi fa que Kenneth es declari a Edith i ella ingressa en un convent.

## Repartiment
- Joseph Graybill (Kenneth Marsden)
- Marion Sunshine (Edith)
- Mary Pickford (Mary)
- Claire McDowell (una monja)
- Donald Crisp (al Club / al casament)
- Clara T. Bracy (la tieta)
- Adolph Lestina (el metge)
- Kate Toncray (al casament)
- George O. Nicholls (el capellà)
- Grace Henderson (al casament)
- Edward Dillon (al Club)
- Mack Sennett
- Blanche Sweet
- Jack Pickford